# Parques nacionales de Suecia

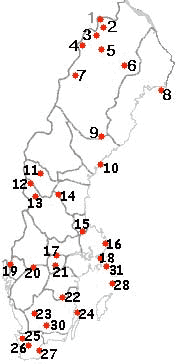
Ubicación de los Parques Nacionales en Suecia.

Los parques nacionales de Suecia son gestionados por la Agencia de Protección Ambiental de Suecia  (en sueco: Naturvårdsverket) y son propiedad del Estado (salvo uno, el de Tyresta, administrado por una fundación, la Stiftelsen Tyrestaskogen). El objetivo del servicio del parque nacional es la creación de un sistema de áreas protegidas que representen todas las regiones naturales distintas del país.
En 1909, Suecia se convirtió en el primer país de Europa que estableció tales parques cuando tras la aprobación del  Riksdag de una ley sobre los parques nacionales de ese año, se abrieron nueve: Abisko, Garphyttan, Hamra, Pieljekaise, Sarek, Great Falls, Sonfjället y parte de Ängsö y Gotska Sandön. Esto fue seguido por el establecimiento de siete parques entre 1918 y 1962 y trece más entre 1982 y 2009, siendo el último de ellos el parque Nacional Kosterhavet, un parque marino. En noviembre de 2013, había 29 parques nacionales en Suecia, que comprende una superficie total de 731 589 ha; seis más están programados para abrir en 2013.
Según la EPA, los parques nacionales suecos deben representar tipos de paisajes únicos y ser eficazmente protegidos y utilizados para la investigación, el recreo y el turismo sin dañar la naturaleza. El terreno de montaña domina, siendo aproximadamente el 90% de la superficie combinada de los parques. La razón de esto son las amplias zonas de montaña de los grandes parques nacionales del norte: Sarek y Padjelanta comprenden cada uno casi 2000 km²—. Muchos de los parques septentrionales forman parte de la región de Laponia, uno de los lugares suecos declarados Patrimonio de la Humanidad de la UNESCO, debido a su paisaje natural preservado y a ser la patria tradicional del pueblo sami, nativos criadores de renos. En el otro extremo del país, la cubierta forestal meridional está representada por los parques de Söderåsen, Dalby y Stenshuvud, que, en conjunto, comprenden solamente unos 20 km². El parque nacional de Fulufjället forma parte de PAN Parks, una red fundada por el Fondo Mundial para la Naturaleza (WWF) para proporcionar una mejor conservación a largo plazo y la gestión turística de los parques nacionales europeos.
Los mayores parques son los ya citados de Padjelanta (1984 km²) y Sarek (1970 km²), que junto con el de Stora Sjöfallet (1234 km²) son los únicos que superan los 1000 km² (solamente ocho parque tienen más de 100 km²). Los más pequeños son Gävleborg (0,28 km²), Dalby Söderskog (0,36 km²) y Garphyttan (1,11 km²).

## Lista
(Nota: los números corresponden al mapa, y están ordenados de norte a sur).
| Imagen | n.º | Denominación                                    | Provincia administrativa («län») | Provincia histórica («landskap») | Fecha               | Área (km²) |
| ------ | --- | ----------------------------------------------- | -------------------------------- | -------------------------------- | ------------------- | ---------- |
|        | 02  | Parque nacional de Abisko                       | Norrbotten                       | Laponia                          | 28 de abril de 1909 | 77         |
|        | 16  | Parque nacional de Ängsö (fue ampliado en 1988) | Estocolmo                        | Uplandia                         | 28 de abril de 1909 | 1,68       |
|        | 07  | Parque nacional Pieljekaise                     | Norrbotten                       | Laponia                          | 28 de abril de 1909 | 154,3      |
|        | 14  | Parque nacional Hamra                           | Gävleborg                        | Gestricia                        | 28 de abril de 1909 | 0,28       |
|        | 05  | Parque nacional de Sarek                        | Norrbotten                       | Laponia                          | 28 de abril de 1909 | 1970       |
|        | 03  | Parque nacional Stora Sjöfallet                 | Norrbotten                       | Laponia                          | 28 de abril de 1909 | 1278       |
|        | 11  | Parque nacional de Sonfjället                   | Jämtland                         | Herdalia                         | 28 de abril de 1909 | 103        |
|        | 28  | Parque nacional de Gotska Sandön                | Gotland                          | Gotlandia                        | 28 de abril de 1909 | 44,9       |
|        | 17  | Parque nacional de Garphyttan                   | Örebro                           | Nericia                          | 28 de abril de 1909 | 1,11       |
|        | 26  | Parque nacional de Dalby Söderskog              | Escania                          | Escania                          | 1918                | 0,36       |
|        | 01  | Parque nacional de Vadvetjåkka                  | Norrbotten                       | Laponia                          | 1920                | 26,3       |
|        | 24  | Parque nacional de Blå Jungfrun                 | Kalmar                           | Olandia                          | 1926                | 1,98       |
|        | 22  | Parque nacional Norra Kvill                     | Kalmar                           | Esmolandia                       | 1927                | 1,14       |
|        | 12  | Parque nacional de Töfsingdalen                 | Dalarna                          | Dalecarlia                       | 1930                | 16,15      |
|        | 06  | Parque nacional de Muddus (ampliado en 1984)    | Norrbotten                       | Laponia                          | 1942                | 493,4      |
|        | 04  | Parque nacional Padjelanta                      | Norrbotten                       | Laponia                          | 1962                | 1984       |
|        | 23  | Parque nacional de Store Mosse                  | Jönköping                        | Esmolandia                       | 1982                | 78,5       |
|        | 21  | Parque nacional de Tiveden                      | Örebro Västra Götaland           | Vestrogotia                      | 1983                | 13,5       |
|        | 10  | Parque nacional Skuleskogen (ampliado en 1984)  | Västernorrland                   | Angermania                       | 1984                | 23,6       |
|        | 27  | Parque nacional de Stenshuvud                   | Escania                          | Escania                          | 1986                | 3,9        |
|        | 09  | Parque nacional de Björnlandet                  | Västernorrland                   | Laponia                          | 1991                | 11         |
|        | 20  | Parque nacional de Djurö                        | Västra Götaland                  | Vestrogotia                      | 1991                | 24         |
|        | 18  | Parque nacional Tyresta                         | Estocolmo                        | Sudermania                       | 1993                | 20         |
|        | 08  | Parque nacional de Haparanda Skärgård           | Norrbotten                       | Norbotnia                        | 1995                | 60         |
|        | 19  | Parque nacional de Tresticklan                  | Västra Götaland                  | Dalia                            | 1996                | 28,97      |
|        | 15  | Parque nacional de Färnebofjärden               | Dalarna Gävleborg Västmanland    |                                  | 1998                | 101        |
|        | 25  | Parque nacional de Söderåsen                    | Escania                          | Escania                          | 2001                | 16,25      |
|        | 13  | Parque nacional de Fulufjället                  | Dalarna                          | Dalecarlia                       | 2002                | 385        |
|        |     | Parque nacional de Kosterhavet                  | Västra Götaland                  | Dalia                            | 2009                | 388,78     |
|        | 30  | Parque nacional Åsnen                           | Kronoberg                        | Esmolandia                       | 2018                | 1869,25    |